# Дальняя (приток Большой Уссурки)
Да́льняя — река на Дальнем Востоке России, в Красноармейском районе Приморского края, один из наиболее крупных притоков реки Большой Уссурки.
До 1972 года — река Татибе. На картах второй половины XIX в. подписана как Тайцзибери или Тайцзибори.
Длина — 135 км, площадь бассейна — 2950 км², общее падение реки — 830 м, средний уклон — 6,2 ‰.
Река Дальняя берёт начало на западных склонах Центрального Сихотэ-Алиня, в верховьях течёт на северо-запад, затем поворачивает на юго-запад и впадает в реку Большая Уссурка.
Притоки: Таборный (длина 24 км), Бурная (25 км), Лютинка (21 км), Тигрянка (47 км), Голубица (44 км).
Населённые пункты у реки: пос. Восток (в верховьях); село Глубинное, стоит на правом берегу реки Голубица примерно в полукилометре до впадения её справа в реку Дальняя.